# Johann VII. (Oldenburg)

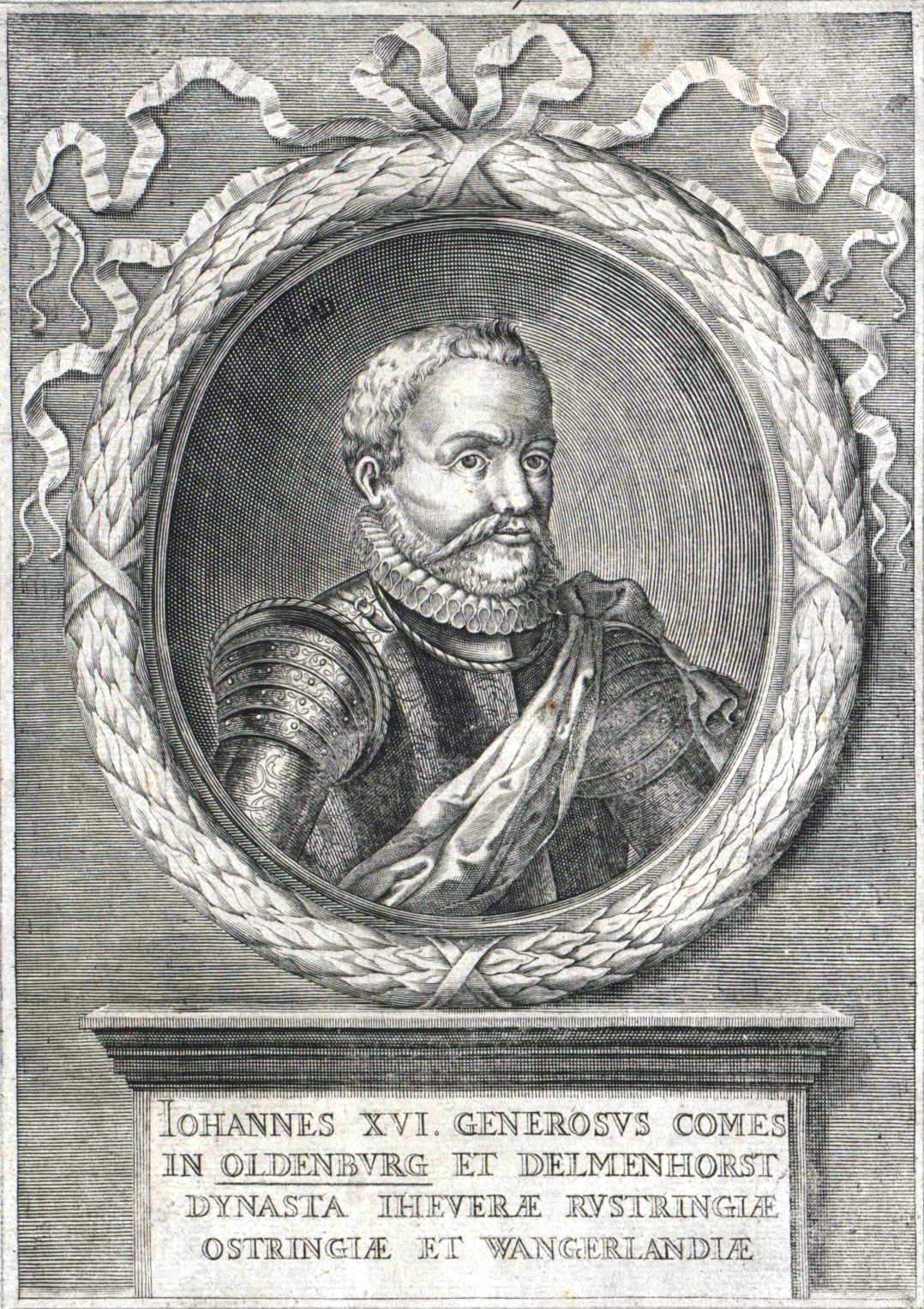
Johann VII. (alte Zählung: XVI.)

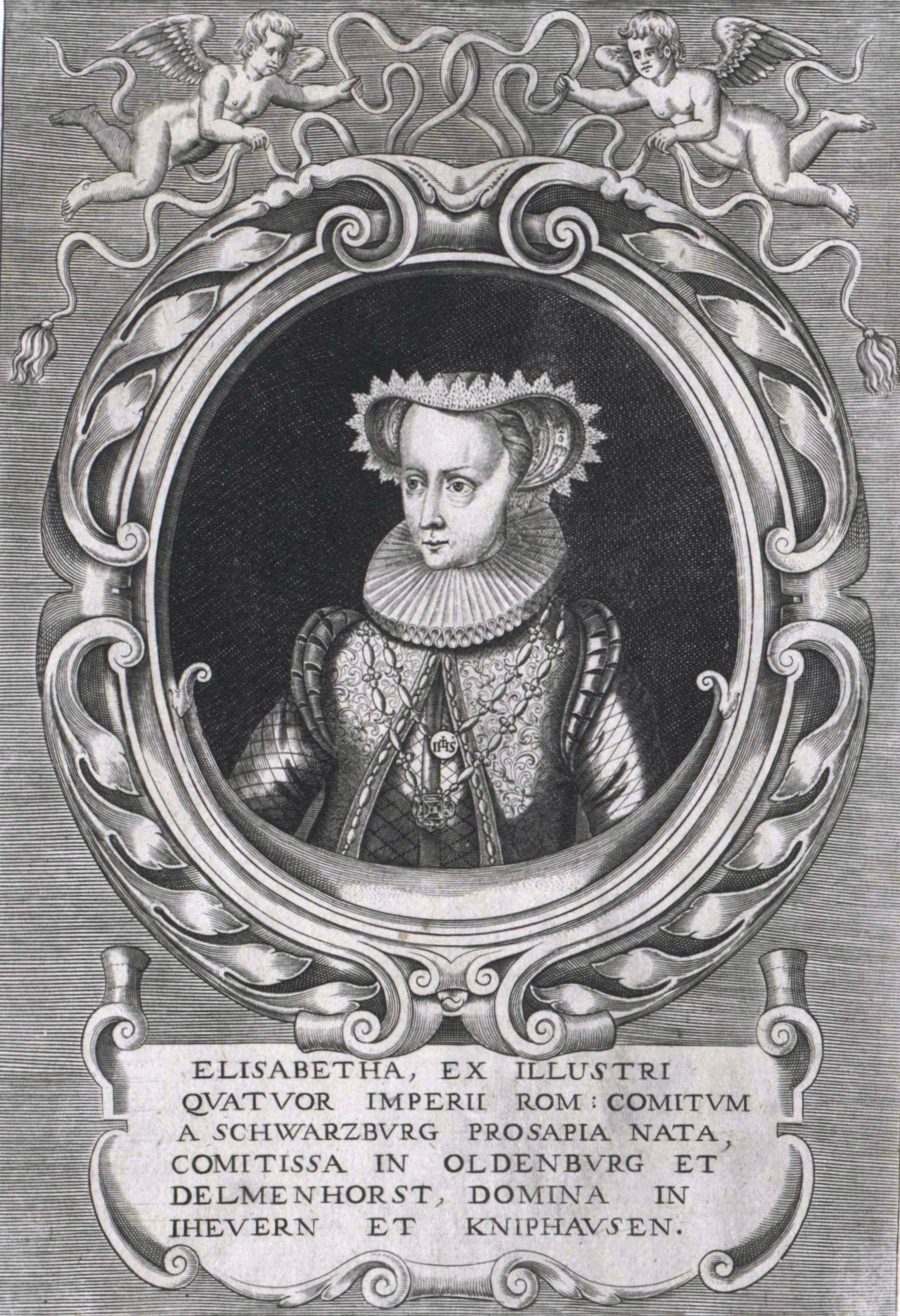
Elisabeth von Schwarzburg-Blankenburg, Ehefrau Johanns VII.

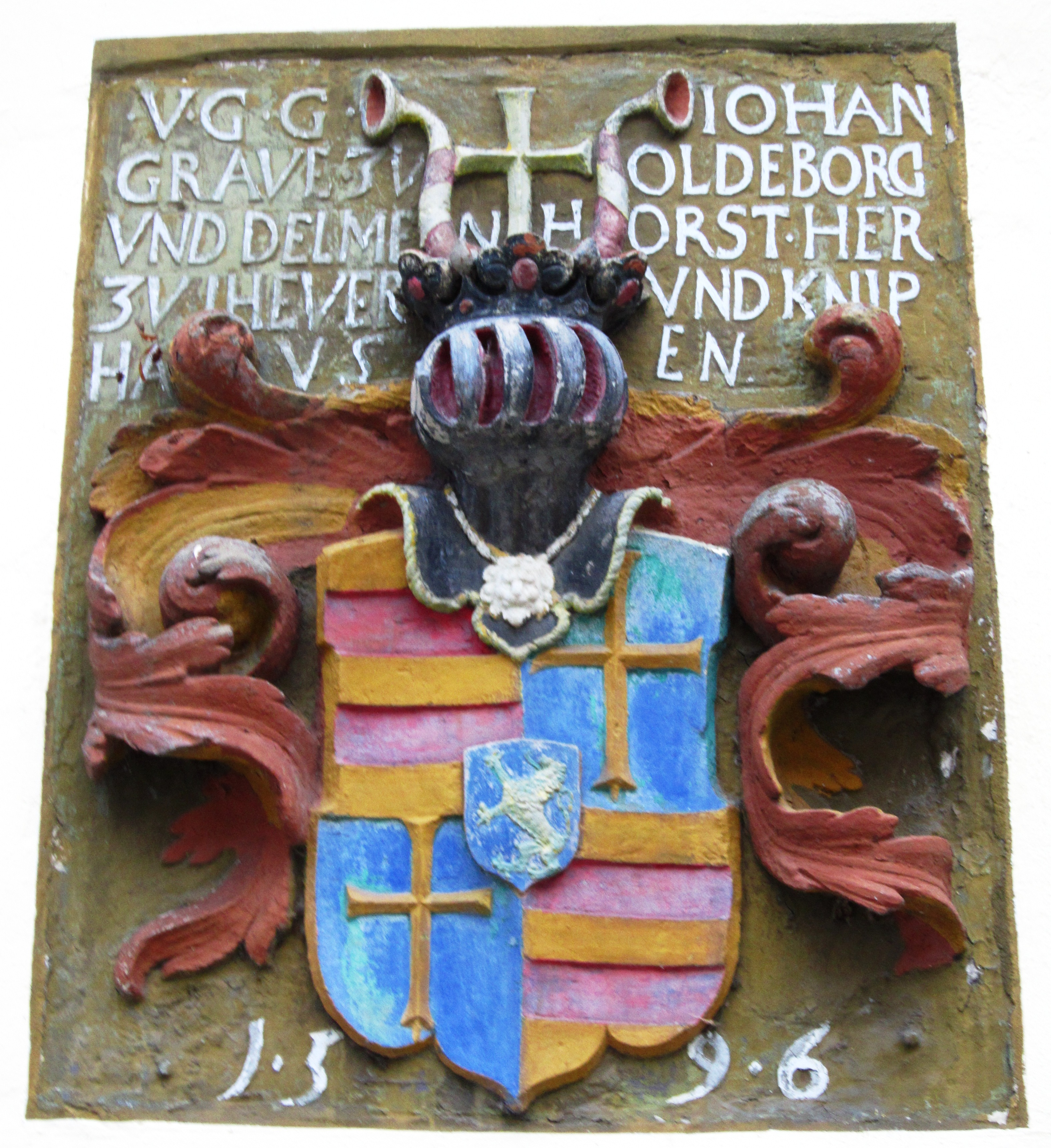
Wappen auf Schloss Neuenburg

Graf Johann der Deichbauer bzw. Johann VII. von Oldenburg und Delmenhorst (* 9. September 1540 in Oldenburg; † 12. November 1603 ebenda) aus dem Haus Oldenburg war regierender Graf von Oldenburg. Seine Eltern waren Graf Anton I. und Sophie von Sachsen-Lauenburg.

## Leben

### Jugend und Regierungsantritt
Johann war der älteste Sohn des Grafen Anton I. von Oldenburg und dessen Frau Sophie von Sachsen-Lauenburg. Er hatte drei Schwestern und zwei jüngere Brüder, von denen Christian 1570 vor den Eltern starb. Er wurde zusammen mit den drei Söhnen des dänischen Königs Christian III. von 1552 bis 1557 am Kopenhagener Hof erzogen. Das dänische Königshaus entstammte dem gräflichen Haus Oldenburg und hatte 1570 zusammen mit den ebenfalls verwandten Herzögen von Schleswig-Holstein-Gottorf die Lehnsanwartschaft auf Oldenburg zugesprochen bekommen. Mit 17 Jahren unternahm er seine Kavalierstour zum Hofe des Kurfürsten August von Sachsen. Danach schloss er sich mehreren Feldzügen Christians III. an, so kämpfte er etwa im Dreikronenkrieg und wurde mit dem dänischen Elefanten-Orden ausgezeichnet. Anschließend kehrte er nach Oldenburg zurück und als sein Vater, der die Grafschaft tüchtig, aber mit brutaler Rücksichtslosigkeit regiert hatte, 1573 starb, trat Johann 33-jährig die Regierung in Oldenburg an.

### Konflikt mit Anton II.
Über Johanns gesamter Regierungszeit lag der ständige Streit mit seinem Bruder Anton II. (1550–1619) wegen der Grafschaft Delmenhorst. Nach vierjähriger Alleinregierung forderte Anton II. die Abspaltung der Grafschaft Delmenhorst von Oldenburg zu gleichen Teilen. Diese kam tatsächlich durch den Vertrag vom 3. November 1577 in der Weise zustande, dass Johann für 10 Jahre die Einkünfte von Harpstedt, Delmenhorst, Varel und einigen Vorwerken Anton II. zusprach, die Vertretung beider Territorien nach außen, die Lehnshoheit über die Vasallen des Hauses Oldenburg sowie die Kompetenz über die Kanzlei als oberstem Gericht aber behielt. 1587 entbrannte der Streit erneut und musste 1597 durch einen Schiedsspruch des Reichshofrates in Prag entschieden werden. Dieser begünstigte Anton eindeutig, sodass Johann den Spruch nicht anerkannte. Die von ihm aufgebotenen Landstände aus der Stadt Oldenburg, der Ritterschaft und der gemeinen Landschaft lehnten am 14. Dezember 1594 die Teilung ab. Der aufgrund dieses ungelösten Streits eingetretene staatsrechtliche Schwebezustand der Grafschaften blieb damit bis in die Regierungszeit Anton Günthers (1583–1667) bestehen.

### Übernahme der Herrschaft Jever
Im Nordwesten konnte Johann hingegen seinen Besitz deutlich erweitern. Durch Verhandlungen mit Fräulein Maria von Jever erreichte er 1575 die Vererbung der Herrschaft Jever, trotz der Proteste der Grafen von Ostfriesland, die ihrerseits das Jeverland vereinnahmen wollten. Marias Abneigung gegen die Auricher Grafen saß allerdings so tief, dass sie Johann am 22. April 1573 testamentarisch zu ihrem Erben einsetzte und weiterhin bestimmte, dass kein Angehöriger des Hauses Oldenburg in eheliche Verbindung mit dem ostfriesischen Grafenhaus treten oder mit ihm Verträge abschließen dürfe, durch die Ostfriesland Erbansprüche auf Jever erhalten könnte. Nach dem Tod Marias am 20. Februar 1575 fiel Jever, dessen Landstände Johann schon 1574 gehuldigt hatten, an Oldenburg, was dank seiner fruchtbaren Küstenzonen, seines Reichtums an Pferden und Kühen einen bemerkenswerten Zugewinn an finanziellen Ressourcen, sowie eine Verbesserung der strategischen Position Oldenburgs gegenüber Ostfriesland bedeutete. Von Maria übernahm Johann auch die Erbansprüche der jeverschen Häuptlingsfamilie Wiemken auf die Herrschaft Kniphausen. Das Reichskammergericht in Speyer erkannte Johann 1592 das Erbrecht entsprechend auch auf Kniphausen zu, zur tatsächlichen Herrschaftsübernahme reichte Johanns Durchsetzungsvermögen jedoch nicht aus.
Da Johann ständig einem plötzlichen Überfall auf Jever durch die Ostfriesischen Grafen befürchtete, war für ihn die enge Anbindung der Herrschaft an die Grafschaft Oldenburg von großer Bedeutung. Er trieb den Bau einer Straßenverbindung zwischen Jever und Oldenburg, die außerhalb der ostfriesischen Kontrolle lag, voran und versuchte durch schrittweise Eindeichung des großen westlichen Jadeeinbruchs zwischen Sande und der Friesischen Wehde eine Landverbindung zu schaffen. Die größte Herausforderung war dabei die Durchschlagung des Schwarzen Bracks. Die reißende Strömung machte den Aufbau eines Sperrdammes immer wieder zunichte. Außerdem übte Edzards II. von Ostfriesland durch erneute Klagen beim Reichskammergericht zu verhindern. Tatsächlich erreichten die ostfriesischen Juristen, dass das Gericht einen Baustopp verfügte, allerdings erst nach Johanns Tod (1604). Johann überwachte die Bauarbeiten des späteren Ellenser Dammes von Schloß Neuenburg, sollte deren Fertigstellung allerdings nicht mehr erleben. Für seine Bemühungen um die kostenintensive Eindeichung des Jadebusens und Butjadingens erhielt Johann dennoch den Titel „der Deichbauer“.

### Verwaltungsreformen
Weiterhin bemühte sich Johann, seine Herrschaft in einen modernen Kleinst-Staat umzuwandeln. Vor allem regelte er die von seinen Amtsvorgängern vielfach behinderte oder völlig unterdrückte Praxis der Rechtsprechung. Die gräfliche Kanzlei, die als oberstes Gericht in Zivil-, Straf- und Konsistorialsachen diente, erhielt 1573 eine leider verloren gegangene Kanzleiordnung. Die Aufgaben der Landgerichte in Oldenburg, Delmenhorst, Ovelgönne, Neuenburg und Jever wurden neu definiert.

### Reform der Oldenburgischen Kirche
1573 erließ Johann darüber hinaus auch noch eine Kirchenordnung für die Grafschaften Oldenburg und Delmenhorst. Dies zeigt in eklatanter Weise die historische Verspätung in der Geschichte der Evangelisch-Lutherischen Kirche in Oldenburg, da dies erst 47 Jahre nach der Entstehung der ersten protestantischen Kirchenordnungen auf deutschem Boden 1526 in Hessen und in Schwäbisch Hall geschah.
Nach der Verkündigung der oldenburgischen Kirchenordnung berief Johann Hermann Hamelmann zum ersten Superintendenten der Oldenburgischen Kirche. Während die Pfarrer der beiden Grafschaften ohne Ausnahme die Kirchenordnung unterschrieben, gestaltete sich die Einschwörung der jeverländischen Geistlichen auf das neue Kirchengesetz schwieriger und zwei von ihnen mussten sich nach der Weigerung, die streng lutherische Ordnung anzunehmen, einen neuen geistlichen Herrn suchen. 1577 unterzeichnete Johann die Konkordienformel und 1580 das Konkordienbuch. Die Einheit des lutherischen Bekenntnisses setzte Hamelmann erst später durch.

## Familie und Nachfolge
1576 heiratete er in Delmenhorst Gräfin Elisabeth von Schwarzburg-Blankenburg (* 13. April 1541; † 26. Dezember 1612).
Nach seinem Tod folgte ihm sein Sohn Anton Günther als Graf von Oldenburg, der von den großen Leistungen seines Vaters bei Deichbau, Kirchen- und Verwaltungsreform umfangreich profitierte. Die Gräfinwitwe Elisabeth zog sich auf Schloss Neuenburg zurück.